# 84 Klio
Klio /ˈklaɪ.oʊ/ (định danh hành tinh vi hình: 84 Klio) là một tiểu hành tinh hoàn toàn lớn và rất tối, ở vành đai chính. Nó được R. Luther phát hiện ngày 25 tháng 8 năm 1865 và được đặt theo tên Clio, nữ thần bảo trợ môn lịch sử trong thần thoại Hy Lạp. Tên Clio trước đây đã được nhà phát hiện ra tiểu hành tinh 12 Victoria gợi ra, và đó là B. A. Gould, chủ bút báo Tạp chí Thiên văn học có uy tín, chấp nhận đặt cho tiểu hành tinh này, vì có sự tranh cãi về tên Victoria. Một lần Klio che khuất một ngôi sao mờ đã được quan sát thấy ngày 2 tháng 4 năm 1997.

## Nhiễu loạn
Các nhiễu loạn của tiểu hành tinh 52 Europa do 84 Klio gây ra, được giả thiết là 52 Europa phải có một khối lượng cao bằng 1,68×1020 kg. Nhưng như vậy thì đòi tiểu hành tinh Europa phải có một tỷ trọng phi thực tế là 10,6 g/cm³. Cần phải có các quan sát Klio nhiều hơn nữa, để xác định chính xác khối lượng của cả Europa lẫn Klio.